# Campeonato Europeu de Atletismo em Pista Coberta de 1978
O 9º Campeonato Europeu de Atletismo em Pista Coberta foi realizado no Palazzo dello Sport, de Milão, Itália, nos dias 11 e 12 de março de 1978. As competições repartiram-se por 19 eventos (11 no programa masculino e 8 no feminino).
Nesta edição foram batidos dois recordes mundiais em sala: o do salto em altura masculino pelo soviético Vladimir Yashchenko e o dos 60 metros com barreiras pela alemã oriental Johanna Klier.

## Medalhistas
Masculino
| Evento               | Ouro                    | Ouro      | Prata                     | Prata  | Bronze                 | Bronze |
| 60 m                 | URS Nikolay Kolesnikov  | 6.64      | BUL Petar Petrov          | 6.66   | URS Aleksandr Aksinin  | 6.73   |
| 400 m                | ITA Pietro Mennea       | 46.51     | POL Ryszard Podlas        | 46.55  | URS Nikolay Chernetsky | 46.72  |
| 800 m                | FIN Markku Taskinen     | 1:47.4    | GDR Olaf Beyer            | 1:47.7 | FRA Roger Milhau       | 1:47.8 |
| 1500 m               | FIN Antti Loikkanen     | 3:38.2    | FRG Thomas Wessinghage    | 3:38.2 | GDR Jürgen Straub      | 3:40.2 |
| 3000 m               | SUI Markus Ryffel       | 7:49.5    | BEL Emiel Puttemans       | 7:49.9 | GDR Jörg Peter         | 7:50.1 |
| 60 m barreiras       | GDR Thomas Munkelt      | 7.65      | URS Vyacheslav Kulebyakin | 7.72   | ITA Giuseppe Buttari   | 7.79   |
| salto em altura      | URS Vladimir Yashchenko | 2,35 (WR) | GDR Rolf Beilschimdt      | 2,29   | FRG Wolfgang Killing   | 2,27   |
| salto com vara       | POL Tadeusz Ślusarski   | 5,45      | URS Vladimir Trofimyenko  | 5,40   | URS Vladimir Sergienko | 5,40   |
| salto em comprimento | HUN László Szalma       | 7,83      | BEL Ronald Desruelles     | 7,75   | URS Vladimir Tsepelyev | 7,73   |
| triplo salto         | URS Vladimir Tsepelyev  | 16,82     | GBR Keith Connor          | 16,53  | URS Aleksandr Yakovlev | 16,47  |
| lançamento do peso   | FIN Reijo Ståhlberg     | 20,59     | POL Władysław Komar       | 20,16  | GBR Geoff Capes        | 20,11  |

Feminino
| Evento               | Ouro                   | Ouro        | Prata                  | Prata  | Bronze                   | Bronze |
| 60 m                 | GDR Marlies Oelsner    | 7.12 (CR)   | SWE Linda Haglund      | 7.13   | URS Lyudmila Storozhkova | 7.34   |
| 400 m                | URS Marina Sidorova    | 52.42       | ITA Rita Bottiglieri   | 53.18  | AUT Karoline Käfer       | 53.56  |
| 800 m                | GDR Ulrike Bruns       | 2:02.3      | BUL Totka Petrova      | 2:02.5 | ROM Mariana Suman        | 2:03.4 |
| 1500 m               | ROM Ileana Silai       | 4:07.1 (CR) | ROM Natalia Mărăşescu  | 4:07.4 | FRG Brigitte Kraus       | 4:07.6 |
| 60 m barreiras       | GDR Johanna Klier      | 7.94 (WR)   | POL Grażyna Rabsztyn   | 8.07   | FRG Silvia Kempin        | 8.15   |
| salto em altura      | ITA Sara Simeoni       | 1,94 (CR)   | FRG Brigitte Holzapfel | 1,91   | POL Urszula Kielan       | 1,88   |
| salto em comprimento | TCH Jarmila Nygrýnová  | 6,62        | HUN Ildikó Szabó       | 6,49   | GBR Susan Reeve          | 6,48   |
| lançamento do peso   | TCH Helena Fibingerová | 20,67       | GDR Margitta Droese    | 19,77  | FRG Eva Wilms            | 19,24  |

(WR) = Recorde mundial 
(CR) = Recorde dos campeonatos

## Quadro de medalhas
| Ordem | País               | Medalha de ouro | Medalha de prata | Medalha de bronze | Total |
| ----- | ------------------ | --------------- | ---------------- | ----------------- | ----- |
| 1     | Alemanha Oriental  | 4               | 3                | 2                 | 9     |
| 2     | União Soviética    | 4               | 2                | 6                 | 12    |
| 3     | Finlândia          | 3               | 0                | 0                 | 3     |
| 4     | Itália             | 2               | 1                | 1                 | 4     |
| 5     | Tchecoslováquia    | 2               | 0                | 0                 | 2     |
| 6     | Polónia            | 1               | 3                | 1                 | 5     |
| 7     | Roménia            | 1               | 1                | 1                 | 3     |
| 8     | Hungria            | 1               | 1                | 0                 | 2     |
| 9     | Suíça              | 1               | 0                | 0                 | 1     |
| 10    | Alemanha Ocidental | 0               | 2                | 3                 | 5     |
| 11    | Bélgica            | 0               | 2                | 0                 | 2     |
| 11    | Bulgaria           | 0               | 2                | 0                 | 2     |
| 13    | Reino Unido        | 0               | 1                | 2                 | 3     |
| 14    | Suécia             | 0               | 1                | 0                 | 1     |
| 15    | França             | 0               | 0                | 2                 | 2     |
| 16    | Áustria            | 0               | 0                | 1                 | 1     |